# Trupanea modesta
Trupanea modesta
 es una especie de insecto díptero que Blanchard describió científicamente por primera vez en el año 1852.
Esta especie pertenece al género Trupanea de la familia Tephritidae.